# 県道204号 (台湾)
県道204号（けんどう204ごう）は、澎湖県馬公市朝陽から同県湖西郷龍門を結ぶ、全長10.876kmの台湾の県道である。

## 通過する自治体
- 澎湖県
  - 馬公市
  - 湖西郷

## 接続する道路
- 県道203号
- 県道205号
- 県道201号

## 施設
- 石泉国小学校
- 中正国中学校
- 興仁国小学校
- 馬公空港
- 龍門国小学校